# Детлоф фон Бюлов
Детлоф фон Бюлов (на немски: Detloff von Bülow; * пр. 1592; † 1662) е благородник от род фон Бюлов, наследствен господар в Хундорф в Мекленбург, декан на манастир Ратцебург.
Той е син (от осем деца) на Бартхолд фон Бюлов ’Стари’ (1533 – 1621), наследствен господар в Холцдорф и Хундорф, и втората му съпруга Гьодел фон Даненберг, дъщеря на Хайнрих фон Даненберг и Урсула фон Шак.
Полубрат е на Хартвиг фон Бюлов († 1606), и брат на Бартолд фон Бюлов (1591 – 1620), херцогски мекленбургски съветник, и Ханс Хайнрих фон Бюлов (1593 – 1653), княжески мекленбургски амтс-хауптман. Понеже майка му умира рано, баща му поема възпитанеието на синовете си. Той им дава частни учители. По-късно той и братята му са изпратени на училище в Любек.

## Фамилия
Детлоф фон Бюлов се жени 1608 г. за Маргарета фон Шак (1592 – 1658), дъщеря на Хартвиг фон Шак († 1597) и Барбара фон Шак. Те имат шест деца: 
- Бартолд Харвиг фон Бюлов (* 4 април 1611; † 19 ноември 1667), женен на 24 май 1654 г. в Хойкендорф за Абел София фон Плесен (* 31 март 1637, Шверин; † 10 януари 1695, Щралзунд); имат дъщеря
- Барбара Доротея фон Бюлов, омъжена за Георг фон Варнщет
- Гьодел фон Бюлов, омъжена за Хартвиг фон Бюлов (* пр. 1628; † сл. 1650); имат 6 деца
- Маргарета фон Бюлов (1619 – 1698), омъжена 1640 г. за Улрих Карл фон Басевиц (1601 – 1666)
- Анна Елизабет фон Бюлов
- Бернхард Йоахим фон Бюлов (1632 – 1676), господар в Камин, женен на 10 ноември 1669 г. за Хиполита Мария фон Шак (1649 – 1730); имат син и дъщеря[3]